# Swjatoslaw (Drewljanen)
Swjatoslaw Wladimirowitsch (ukrainisch Святослав Володимирович; * um 977; † 1015) war ein Fürst der Drewljanen (um 990–1015).

## Leben
Swjatoslaw war ein Sohn von Wladimir dem Großen und einer tschechischen Mutter. Sein Geburtsjahr ist unbekannt.
Um 990 wurde er von seinem Vater als Fürst der Drewljanen eingesetzt. 1015 floh er nach dem Tod des Vaters und der Ermordung seiner Brüder Boris und Gleb in die Karpaten (Ungarisches Gebirge). Dort wurde er von Soldaten seines Bruders Swjatopolk getötet.
In Swjatoslawowa mogila („Swjatoslaws Grab“) bei Skorje fanden sich in einem Kurgan (Hügelgrab) Reste einer hochgestellten Person des 11. Jahrhunderts.